# Baixa Pombalina

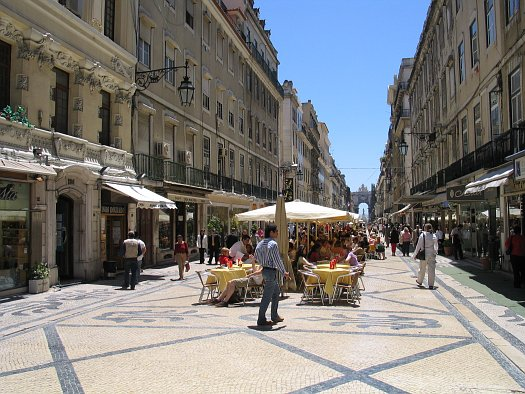
Rua Augusta i Baixa Pombalina.

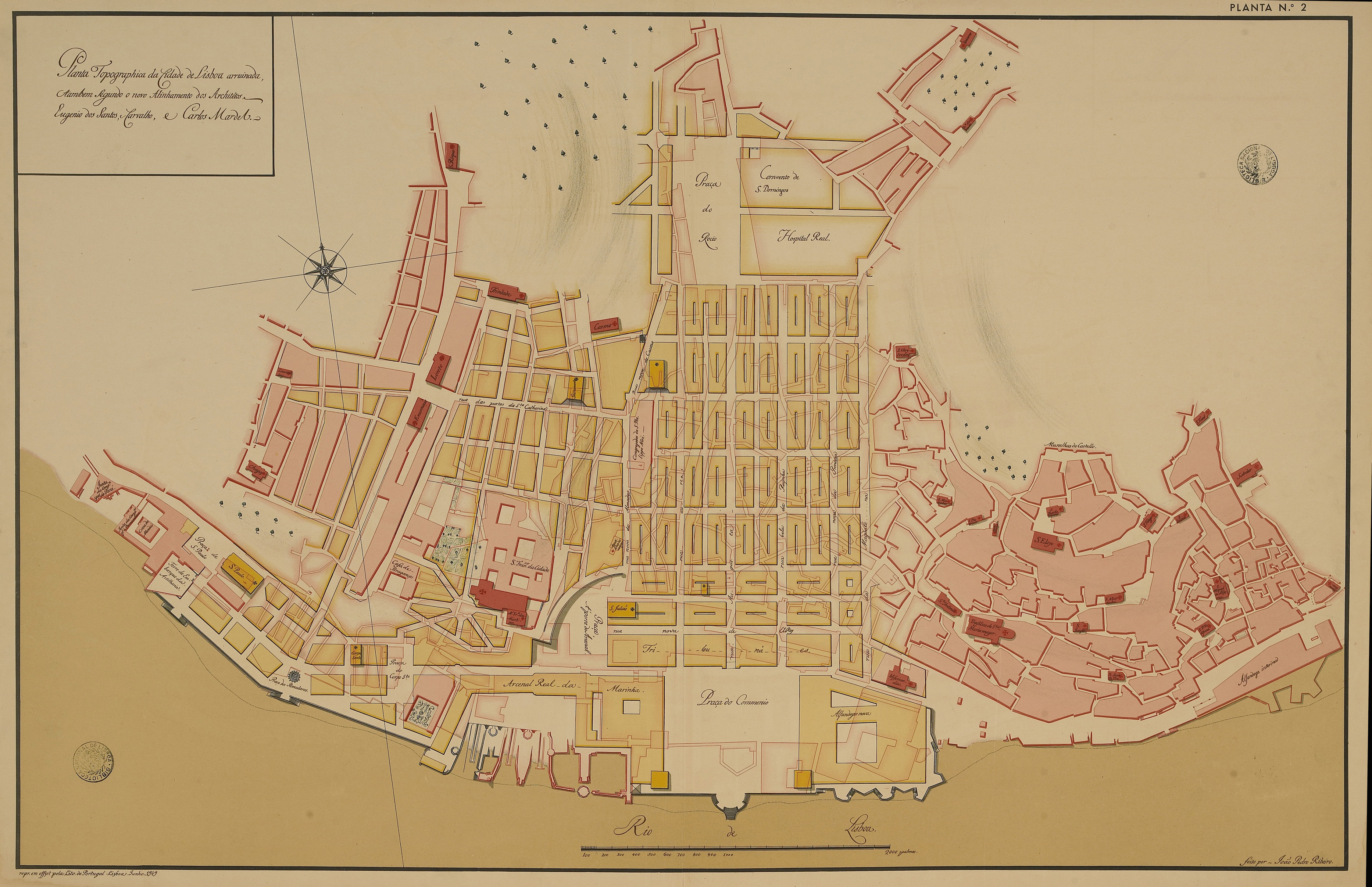
Planritning över Baixa Pombalina, 1756.

Baixa Pombalina, vanligen kallad Baixa,  är en stadsdel i centrala Lissabon som ligger norr om Praça do Comércio mellan områdena Chiado och Alfama. Baixa förstördes totalt vid jordbävningen 1755 och återuppbyggdes med fastigheter i en sammanhållen nyklassicistisk stil lagda i ett strikt rutnätsmönstrat gatunät.

## Historik
Den 1 november 1755 drabbades Lissabon av en jordbävning som följdes av en tsunami och därefter en brand som varade i sex dagar. Större delen av den medeltida stadsbebyggelsen förstördes totalt. Inför denna förödelse och detta kaos var det nödvändigt att återuppbygga staden. Det var minister Sebastião José de Carvalho e Melo, den framtida Marques de Pombal, som tog sig an denna uppgift.
Det team med ingenjörer och arkitekter som sattes samman presenterade förslag på alltifrån ifrån ett återuppbyggande av den medeltida staden till en plan på en helt ny och modern stadsdel. Man valde det senare.
Planen baserades på ett strängt geometriskt gatunät med rektangulära kvarter. Åtta raka gator drogs mellan torgen Rossio och Praça da Figueira i norr och Praça do Comércio i söder som vinkelrätt korsades av smalare gator. Fastigheterna i kvarteren fick en homogen arkitektonisk utformning i nyklassicistisk stil. Denna stil har fått namnet arcquitectura pombalina, namngivet efter Marques de Pombal. Byggarbetet påbörjades 1759 och pågick i femtio år.